# M. Hosur, Channarayapatna
M. Hosur là một làng thuộc tehsil Channarayapatna, huyện Hassan, bang Karnataka, Ấn Độ.